# Casey of the Coast Guard
Casey of the Coast Guard é um seriado estadunidense de 1926, gênero ação, dirigido por William Nigh, escrito por Lewis Allen Browne, em 10 capítulos, estrelado por George O'Hara e Helen Ferguson. Foi produzido e distribuído pela Pathé Exchange, e veiculou nos cinemas estadunidenses de 14 de fevereiro a 18 de abril de 1926.
Este seriado é considerado perdido.

## Sinopse
John Casey (George OHara) é um Oficial da Guarda Costeira, estacionado em Long Island Sound. Ele é odiado e temido por um bando de contrabandistas liderado por Diamond Kate. O seriado se desenrola com a quadrilha de traficantes escolhendo agredir Casey na noite da Cadet Coast Guard Ball. O irmão de Casey, Frank, atende a chamada naquela noite e é morto em combate contra os traficantes. John Casey jura vingança pela morte de seu irmão.

## Elenco

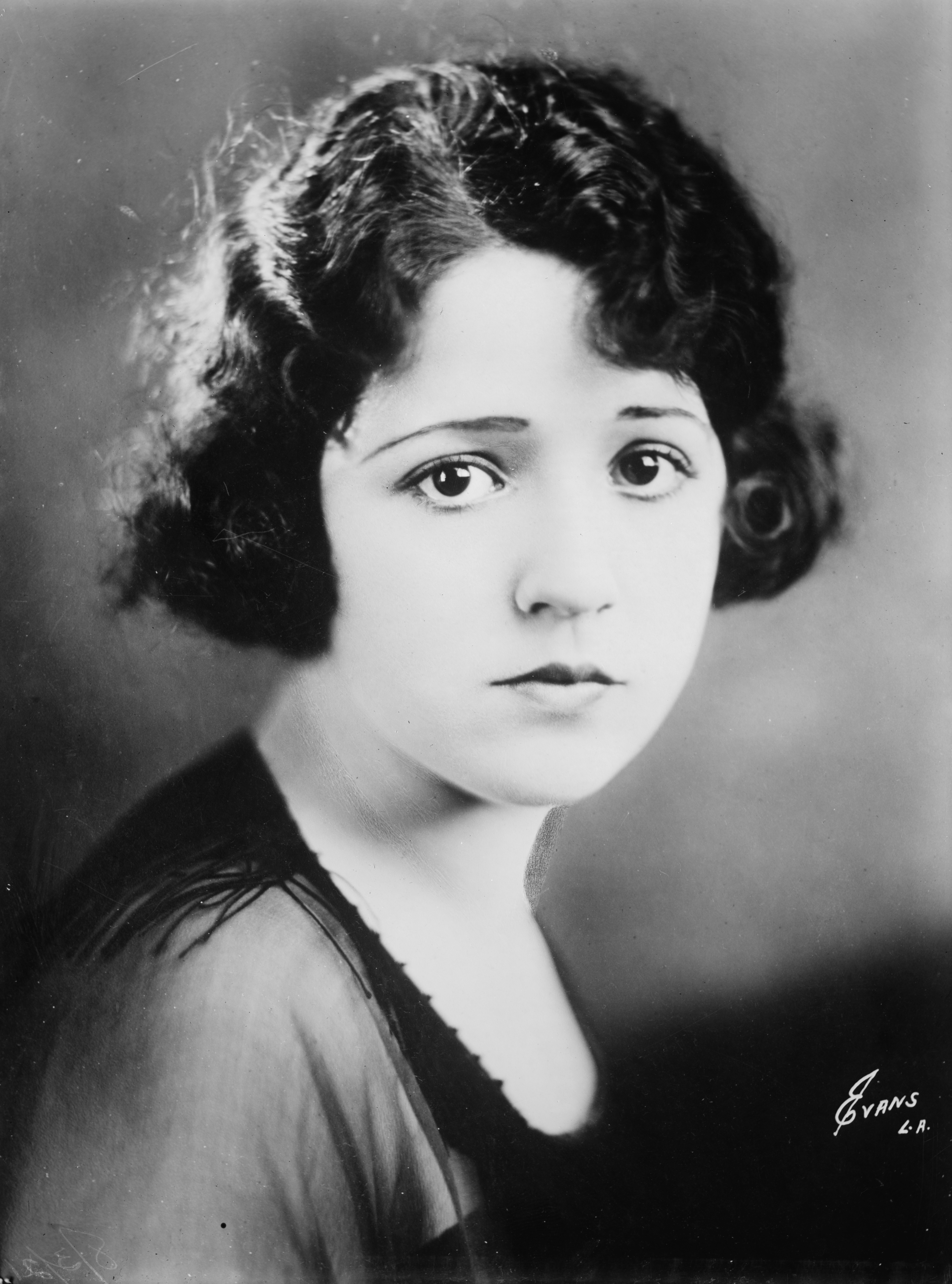
Helen Ferguson, atriz do seriado.

- George O'Hara … John Casey
- Helen Ferguson … Doris Warren
- J. Barney Sherry … John Warren
- Coit Albertson … Malverni

## Capítulos
1. The Smugglers' Ruse
2. Shot In The Dark
3. Watchful Waiting
4. Under Suspicion
5. The Gas Chamber
6. Shot From The Depths
7. Contraband Channels
8. Smuggled Aliens
9. Meshes of The Law
10. Caught In The Net

## Seriado no Brasil
Casey of the Coast Guard estreou no Brasil em 27 de janeiro de 1927, no Cine Olímpia, em São Paulo, sob o título “O Herói das Grandes Costas”. Também recebeu os títulos alternativos “O Herói da Guarda Costa”, ou “O Herói do Guarda Costas”.